# Ayaka Kōra
Ayaka Kora (22 de marzo de 2001) es una deportista de Japón que compite en atletismo. Ganó una medalla de plata en el Campeonato Mundial de Atletismo Sub-20 de 2018, en la prueba de salto de longitud.